# HE 0107-5240
Désignations
HE 0107-5240 est une géante rouge située dans la constellation du Phénix et de magnitude 15,86. Découverte en 2002 par le Very Large Telescope[réf. nécessaire] au Chili, elle possède une très faible métallicité [Fe/H]= -5,3. Cette étoile est âgée de plus de 13 milliards d'années, elle se situe à 36 000 al, issue de la deuxième génération stellaire donc proche de l'univers primordial. Sa masse est d'environ 0,8 masse solaire.